# Lucilia sumptuosa
Lucilia sumptuosa este o specie de muște din genul Lucilia, familia Calliphoridae, descrisă de Robineau-desvoidy în anul 1863.
Este endemică în Franța. Conform Catalogue of Life specia Lucilia sumptuosa nu are subspecii cunoscute.